# Dieu tout-puissant, que tu es grand
Dieu tout-puissant, que tu es grand (anglais : How Great Thou Art), aussi appelé Dieu tout-puissant, quand mon cœur considère, est une hymne chrétienne. 

## Histoire
Il provient d'un poème nommé O Store Gud écrit en 1885 par le pasteur suédois Carl Boberg (en), alors âgé de 26 ans. Le poème a été mis en musique sur une mélodie traditionnelle suédoise quelques années plus tard.
La version française a été traduite par Hector Arnéra. Auteur qui a également composé ce cantique tant connu "Oh prends mon âme". 
La version anglaise actuelle a été traduite du russe par le missionnaire anglais Stuart K. Hine au XXe siècle. Il a également ajouté deux couplets écrits par lui-même. Elle a été interprétée par plusieurs artistes ou groupes populaires dont Dixie Carter, Alan Jackson, Dolly Parton, Elvis Presley, Carrie Underwood, Charlie Daniels, Burl Ives, Martina McBride, Roy Rogers, George Beverly Shea, Connie Smith et Home Free.